# Mietesheim
Mietesheim település Franciaországban, Bas-Rhin megyében. Lakosainak száma 669 fő (2022. január 1.). Mietesheim Bitschhoffen, Engwiller, Gundershoffen, Haguenau, Mertzwiller és Uttenhoffen községekkel határos.

## Népesség
A település népességének változása:
| Lakosok száma | 648  | 669  | 681  | 670  | 670  | 669  | 672  | 677  | 669  |
|               | 2013 | 2015 | 2016 | 2017 | 2018 | 2019 | 2020 | 2021 | 2022 |